# Pitsídia
Pitsídia, en grec moderne : Πιτσίδια, est un village du dème de Phaistos, en Crète, en Grèce. Selon le recensement de 2011, la population de Pitsídia compte 666 habitants. Il est situé à une altitude de 80 m.